# Senátní obvod č. 7 – Plzeň-město
Senátní obvod č. 7 – Plzeň-město je podle zákona č. 247/1995 Sb. tvořen celým okresem Plzeň-jih, městským obvodem Plzeň 2-Slovany, severní částí okresu Klatovy, ohraničenou na jihu obcemi Křenice, Ježovy, Mezihoří, Švihov, Měčín, Újezd u Plánice, Plánice, Zavlekov, Nalžovské Hory, Hradešice, Malý Bor, Velké Hydčice a Horažďovice, a jihovýchodní částí okresu Plzeň-město, ohraničenou na severozápadě obcemi Letkov, Tymákov, Starý Plzenec a Losiná.
Současnou senátorkou je od roku 2022 Daniela Kovářová, která byla zvolena jako nezávislá kandidátka. V Senátu působí jako nezařazená senátorka.

## Senátoři
| Volby | Volby | Senátor | Senátor            | Volební strana | Navrhující strana | Politická příslušnost | Odkaz  |
| ----- | ----- | ------- | ------------------ | -------------- | ----------------- | --------------------- | ------ |
|       | 1996  |         | Jaroslav Jurečka   | ODS            | ODS               | ODS                   | profil |
|       | 1998  |         | Jiří Skalický      | 4KOALICE       | 4KOALICE          | BEZPP                 | profil |
|       | 2004  |         | Jiří Šneberger     | ODS            | ODS               | ODS                   | profil |
|       | 2010  |         | Dagmar Terelmešová | ČSSD           | ČSSD              | ČSSD                  | profil |
|       | 2016  |         | Václav Chaloupek   | OPAT           | OPAT              | OPAT                  | profil |
|       | 2022  |         | Daniela Kovářová   | NK             | NK                | BEZPP                 | profil |

## Volby

### Rok 1996
V prvních volbách v roce 1996 se v tomto plzeňském obvodě volilo pouze na zkrácený mandát dvou let. V prvním kole se nejvíce dařilo kandidátovi ODS a někdejšímu poslanci Federálního shromáždění Jaroslavu Jurečkovi, který získal 41,9 %. Ve druhém kole se střetl s kandidátem ČSSD Jiřím Poděbradským, kterého ale dokázal Jurečka nakonec porazit, když obdržel 51,6 % hlasů.
| Kandidát | Kandidát              | Volební strana | Navrhující strana | Politická příslušnost | Počet hlasů (1. kolo) | %     | Počet hlasů (2. kolo) | %     |
| -------- | --------------------- | -------------- | ----------------- | --------------------- | --------------------- | ----- | --------------------- | ----- |
|          | Ing. Jaroslav Jurečka | ODS            | ODS               | ODS                   | 15 667                | 41,88 | 18 492                | 51,59 |
|          | Ing. Jiří Poděbradský | ČSSD           | ČSSD              | ČSSD                  | 9 822                 | 26,26 | 17 350                | 48,41 |
|          | Josef Morávek         | KSČM           | KSČM              | KSČM                  | 5 080                 | 13,58 | —                     | —     |
|          | MVDr. Václav Červený  | KDU-ČSL        | KDU-ČSL           | KDU-ČSL               | 4 610                 | 12,32 | —                     | —     |
|          | Pavel Rada            | ČSNS           | ČSNS              | ČSNS                  | 1 032                 | 2,76  | —                     | —     |
|          | Zdeněk Šimáček        | SZ             | SZ                | SZ                    | 756                   | 2,02  | —                     | —     |
|          | PhDr. Richard Knot    | NEI            | NEI               | NEI                   | 438                   | 1,17  | —                     | —     |

### Rok 1998
O dva roky později svůj mandát Jaroslav Jurečka obhajoval opět v barvách ODS. Znovu kandidoval také kandidát teď již vládní ČSSD Jiří Poděbradský, tomu se ale na rozdíl od Jurečky do druhého kola proniknout nepodařilo. O necelé jedno procento ho totiž předčil kandidát Čtyřkoalice bývalý předseda ODA a vicepremiér Klausovy vlády Jiří Skalický. Ten poté obdržel ve druhém kole 54,1 % hlasů a převzal křeslo plzeňského senátora v tomto obvodě.
| Kandidát | Kandidát              | Volební strana | Navrhující strana | Politická příslušnost | Počet hlasů (1. kolo) | %     | Počet hlasů (2. kolo) | %     |
| -------- | --------------------- | -------------- | ----------------- | --------------------- | --------------------- | ----- | --------------------- | ----- |
|          | Ing. Jiří Skalický    | 4KOALICE       | 4KOALICE          | BEZPP                 | 10 047                | 25,51 | 10 156                | 54,09 |
|          | Ing. Jaroslav Jurečka | ODS            | ODS               | ODS                   | 10 881                | 27,62 | 8 619                 | 46,91 |
|          | Ing. Jiří Poděbradský | ČSSD           | ČSSD              | ČSSD                  | 9 774                 | 24,81 | —                     | —     |
|          | Mgr. Ivana Levá       | KSČM           | KSČM              | KSČM                  | 6 824                 | 17,32 | —                     | —     |
|          | Mgr. Světla Brendlová | NEZ            | NEZ               | BEZPP                 | 1 866                 | 4,74  | —                     | —     |

### Rok 2004
U voleb v roce 2004 proběhlo v tomto obvodě pouze první kolo, protože kandidát ODS a primátor Plzně Jiří Šneberger dokázal své dvě největší soupeřky ministryni zdravotnictví Miladu Emmerovou z ČSSD a Zdeňku Hornofovou z KSČM porazit již v prvním kole volby díky zisku 50,5 % hlasů.
| Kandidát | Kandidát                        | Volební strana | Navrhující strana | Politická příslušnost | Počet hlasů (1. kolo) | %     |
| -------- | ------------------------------- | -------------- | ----------------- | --------------------- | --------------------- | ----- |
|          | Ing. Jiří Šneberger             | ODS            | ODS               | ODS                   | 14 650                | 50,52 |
|          | doc. MUDr. Milada Emmerová CSc. | ČSSD           | ČSSD              | ČSSD                  | 4 882                 | 16,83 |
|          | RSDr. Zdeňka Hornofová          | KSČM           | KSČM              | KSČM                  | 4 675                 | 16,12 |
|          | Ing. Jiří Vačkář                | KDU-ČSL        | KDU-ČSL           | KDU-ČSL               | 3 097                 | 10,68 |
|          | JUDr. Václav Havlík             | NEZ            | NEZ               | BEZPP                 | 1 689                 | 5,82  |

### Rok 2010
Ve volbách v roce 2010 svůj mandát Jiří Šneberger z ODS obhajoval, tentokrát již jako místopředseda Senátu PČR. Dokázal sice zvítězit v prvním kole, když získal 28,6 % hlasů, jeho soupeřka dlouholetá místostarostka města Dobřany Dagmar Terelmešová z ČSSD ale výsledek ve druhém kole volby zvrátila. Obdržela 54,1 % hlasů a stala se novou senátorkou v tomto obvodě.
| Kandidát | Kandidát                     | Volební strana | Navrhující strana | Politická příslušnost | Počet hlasů (1. kolo) | %     | Počet hlasů (2. kolo) | %     |
| -------- | ---------------------------- | -------------- | ----------------- | --------------------- | --------------------- | ----- | --------------------- | ----- |
|          | Dagmar Terelmešová           | ČSSD           | ČSSD              | ČSSD                  | 11 530                | 26,34 | 14 154                | 54,06 |
|          | Ing. Jiří Šneberger          | ODS            | ODS               | ODS                   | 12 534                | 28,64 | 12 026                | 45,93 |
|          | Ing. Pavel Čížek             | TOP 09, STAN   | TOP 09            | BEZPP                 | 6 202                 | 14,17 | —                     | —     |
|          | MUDr. Richard Sequens, Ph.D. | SZ             | SZ                | BEZPP                 | 5 777                 | 13,20 | —                     | —     |
|          | RSDr. Ing. Karel Kvit        | KSČM           | KSČM              | KSČM                  | 4 508                 | 10,30 | —                     | —     |
|          | MUDr. František Pillmann     | Suverenita     | Suverenita        | BEZPP                 | 2 086                 | 4,76  | —                     | —     |
|          | Ing. arch. Oldřich Kodeda    | KČ             | KČ                | BEZPP                 | 592                   | 1,35  | —                     | —     |
|          | Jan Kůrka                    | SPOZ           | SPOZ              | SPOZ                  | 529                   | 1,20  | —                     | —     |

### Rok 2016
Ve volbách v roce 2016 obhajovala svůj mandát na dalších šest let Dagmar Terelmešová z ČSSD. První kolo bylo velmi vyrovnané a zatímco Terelmešová dokázala do druhého kola postoupit z druhého místa, kandidátka ANO a poslankyně PČR Miloslava Rutová nebo společný kandidát ODS a KDU-ČSL lékař Marcel Hájek uspět nedokázali. Společně s Terelmešovou se v druhém kole o senátorský post utkal režisér a scenárista známý díky večerníčkům se zvířaty Václav Chaloupek. Tento kandidát za regionální uskupení Občané patrioti nakonec ve druhém kole s přehledem zvítězil, když obdržel 60,7 % hlasů a stal se senátorem.
| Kandidát | Kandidát                                   | Volební strana | Navrhující strana | Politická příslušnost | Počet hlasů (1. kolo) | %     | Počet hlasů (2. kolo) | %     |
| -------- | ------------------------------------------ | -------------- | ----------------- | --------------------- | --------------------- | ----- | --------------------- | ----- |
|          | Mgr. Václav Chaloupek                      | OPAT           | OPAT              | OPAT                  | 6 424                 | 18,41 | 8 996                 | 60,71 |
|          | Dagmar Terelmešová                         | ČSSD           | ČSSD              | ČSSD                  | 6 261                 | 17,94 | 5 802                 | 39,28 |
|          | Mgr. Miloslava Rutová                      | ANO            | ANO               | ANO                   | 5 859                 | 16,79 | —                     | —     |
|          | MUDr. et ThMgr. Marcel Hájek, Ph.D., FICS. | KDU-ČSL, ODS   | ODS               | ODS                   | 5 771                 | 16,54 | —                     | —     |
|          | doc. MUDr. Jiří Dort, Ph.D.                | TOP 09, STAN   | TOP 09            | BEZPP                 | 4 650                 | 13,32 | —                     | —     |
|          | RSDr. Jan Rejftek                          | KSČM           | KSČM              | KSČM                  | 3 196                 | 9,16  | —                     | —     |
|          | Pavel Havlíček                             | SsČR           | SsČR              | BEZPP                 | 1 596                 | 4,57  | —                     | —     |
|          | Martin Koller                              | Úsvit          | Úsvit             | BEZPP                 | 1 131                 | 3,24  | —                     | —     |

### Rok 2022
Ve volbách v roce 2022 obhajoval svůj mandát Václav Chaloupek za hnutí STAN a OPAT. Proti Chaloupkovi kandidovala např. nezávislá kandidátka Daniela Kovářová, která v letech 2009 až 2010 působila jako ministryně spravedlnosti. Do Senátu kandidoval jako nestraník za SPD bývalý sportovní střelec Jan Kůrka, který o křeslo plzeňského senátora usiloval již v roce 2010. Za koalici SPOLU (ODS, KDU-ČSL, TOP 09) kandidoval starosta Přeštic Karel Naxera z TOP 09. Kandidátem hnutí PRO PLZEŇ byl bývalý poslanec za ANO Pavel Šrámek, za KSČM kandidoval bývalý poslanec Jiří Valenta. Hnutí ANO ve volbách reprezentoval dostihový jezdec a chovatel koní Josef Váňa.
První kolo vyhrál s 22,93 % hlasů Karel Naxera, do druhého kola s ním postoupila Daniela Kovářová, která obdržela 21,96 % hlasů. Obhajující senátor Václav Chaloupek získal pouze 12,03 % hlasů a skončil na 4. místě. Druhé kolo vyhrála s 54,06 % hlasů Daniela Kovářová. Volební účast v prvním kole, které se konalo spolu s komunálními volbami, činila 44,29 %, volební účast v druhém kole pak 18,70 %.
| Kandidát | Kandidát                                 | Volební strana       | Navrhující strana | Politická příslušnost | Počet hlasů (1. kolo) | %     | Počet hlasů (2. kolo) | %     |
| -------- | ---------------------------------------- | -------------------- | ----------------- | --------------------- | --------------------- | ----- | --------------------- | ----- |
|          | JUDr. Daniela Kovářová                   | NK                   | NK                | BEZPP                 | 9 684                 | 21,96 | 10 707                | 54,06 |
|          | Mgr. Karel Naxera                        | KDU-ČSL, ODS, TOP 09 | TOP 09            | TOP 09                | 10 112                | 22,93 | 9 096                 | 45,93 |
|          | Josef Váňa                               | ANO                  | ANO               | BEZPP                 | 8 923                 | 20,23 | —                     | —     |
|          | Mgr. Václav Chaloupek                    | STAN, OPAT           | STAN              | OPAT                  | 5 309                 | 12,03 | —                     | —     |
|          | Ing. Pavel Šrámek, MBA                   | PRO PLZEŇ            | PRO PLZEŇ         | ADS                   | 4 683                 | 10,61 | —                     | —     |
|          | Jan Kůrka                                | SPD                  | SPD               | BEZPP                 | 2 833                 | 6,42  | —                     | —     |
|          | PhDr. Ing. Mgr et Mgr. Jiří Valenta, DBA | KSČM                 | KSČM              | KSČM                  | 2 554                 | 5,79  | —                     | —     |

## Volební účast
|  | nejvyšší volební účast |  | nejnižší volební účast |

| Rok  | % (1. kolo) | % (2. kolo) |
| ---- | ----------- | ----------- |
| 1996 | 39,27       | 37,08       |
| 1998 | 48,95       | 19,45       |
| 2004 | 32,06       | —           |
| 2010 | 46,89       | 25,59       |
| 2016 | 36,24       | 14,50       |
| 2022 | 44,29       | 18,70       |